# Formação Romualdo
A Formação Romualdo é um Konservat-Lagerstätte geológico na Bacia do Araripe, nordeste do Brasil, onde os estados de Pernambuco, Piauí e Ceará se encontram. A formação geológica, anteriormente denominada Membro Romualdo da Formação Santana, em homenagem ao povoado de Santana do Cariri, situa-se na base da Chapada do Araripe. Foi descoberto por Johann Baptist von Spix em 1819. Os estratos foram depositados durante o estágio Aptiano do Cretáceo Inferior em uma bacia de fenda lacustre com incursões marinhas rasas do proto-Atlântico. Naquela época, o Atlântico Sul estava se abrindo em um mar longo e raso.
A Formação Romualdo ganha a designação de Lagerstätte devido a um conjunto faunístico fóssil extremamente bem preservado e diversificado. Cerca de 25 espécies de peixes fósseis são frequentemente encontradas com conteúdo estomacal preservado, permitindo que os paleontólogos estudem as relações predador-presa neste ecossistema. Há também bons exemplos de pterossauros, répteis e invertebrados e crocodilomorfos. Até os dinossauros estão representados (Spinosauridae, Tyrannosauroidea, Compsognathidae). A tafonomia incomum do local resultou em acreções de calcário que formaram nódulos ao redor de organismos mortos, preservando até partes moles de sua anatomia. Na preservação, os nódulos são gravados com ácido e os fósseis muitas vezes preparados pela técnica de transferência.
As atividades locais de mineração de cimento e construção danificam os locais. O comércio de fósseis coletados ilegalmente surgiu a partir da década de 1970, impulsionado pelo notável estado de preservação e beleza desses fósseis e somando uma considerável indústria local. Um programa de preservação urgente está sendo solicitado pelos paleontólogos.
Além disso, o intemperismo das rochas da Formação Romualdo contribuiu para condições do solo diferentes de outras regiões da região. O soldadinho-do-araripe (Antilophia bokermanni) é uma ave raríssima, descoberta apenas no final do século XX; não se conhece de nenhum lugar fora da floresta característica que cresce nos solos da Chapada do Araripe formados basicamente pelas rochas da Formação Romualdo.

## Geologia
A Formação Crato era anteriormente considerada o membro mais baixo da então Formação Santana, mas foi elevada a uma formação formal. A Formação Crato é o produto de uma única fase, onde uma sequência complicada de estratos de sedimentos reflete condições mutáveis no mar de abertura. A idade da Formação Romualdo, anteriormente conhecida como Membro Romualdo da Formação Santana, tem sido controversa, embora a maioria dos trabalhadores tenha concordado que ela se encontra na fronteira Aptiano-Albiano ou perto dela, cerca de 112 milhões de anos atrás. No entanto, uma idade Cenomaniana não pode ser descartada.

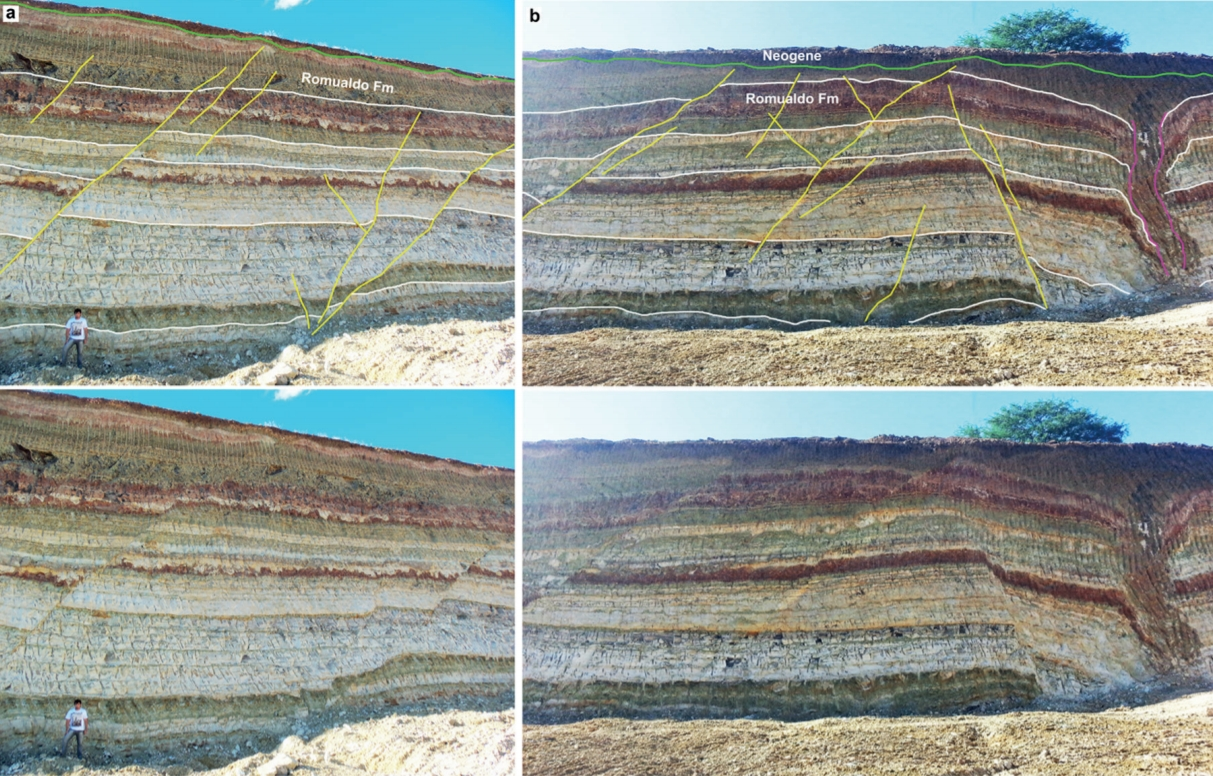
Afloramento e interpretação da Formação Romualdo

A extensão da unidade Crato e sua relação com a Formação Romualdo há muito tempo eram mal definidas. Foi somente em um volume de 2007 sobre a unidade por Martill, Bechly e Loveridge que a Formação Crato recebeu uma localidade de tipo formal e foi formalmente transformada em uma formação distinta separada da Formação Romualdo, que é cerca de 10 mihões de anos mais jovem.

## Registro fóssil

### Arcossauros
Restos indeterminados de terópodes não-aviários, avialanos, ornitísquios e possivelmente oviraptorossauros foram encontrados no estado do Ceará, Brasil. Os restos de oviraptorossauros foram reidentificados como fósseis de megaraptoranos.

#### Dinossauros
| Dinossauros   | Dinossauros       | Dinossauros | Dinossauros | Dinossauros |
| Gênero        | Espécies          | Presença    | Notas | Imagens     |
| ------------- | ----------------- | ----------- | --- | ----------- |
| Angaturama    | A. limai          | Ceará       | Spinosauridae. Crânio parcial (porção mais rostral). Possível sinônimo júnior de Irritator challengeri.           |             |
| Aratasaurus   | A. museunacionali | Ceará       | Um celurossauro. Membro posterior direito parcial                                                                 |             |
| Irritator     | I. challengeri    | Ceará       | Spinosauridae. Crânio parcial (metade posterior); um dos crânios de espinossaurídeos mais completos conhecidos.   |             |
| Mirischia     | M. asymmetrica    | Pernambuco  | Compsognathidae. Pelve e parte do membro posterior esquerdo.                                                      |             |
| Santanaraptor | S. placidus       | Ceará       | Um possível tiranossauróide. Algumas vértebras caudais, pelve parcial, a maioria de ambos os membros posteriores. |             |

#### Crocodylomorpha
| Crocodilomorfos | Crocodilomorfos | Crocodilomorfos   | Crocodilomorfos | Crocodilomorfos |
| Gênero          | Espécies        | Presença          | Notas | Imagens         |
| --------------- | --------------- | ----------------- | --- | --------------- |
| Araripesuchus   | A. gomesii      | Formação Romualdo | O espécime tipo 423-R é um crânio único articulado com parte de uma mandíbula inferior. Um espécime mais completo, AMNH 24450, está no Museu Americano de História Natural. |                 |
| Caririsuchus    | C. camposi      | Formação Romualdo | Um crocodiliforme peirossaurídeo. |                 |

### Pterossauros
| Pterossauros     | Pterossauros                                                                                   | Pterossauros | Pterossauros |
| Gênero           | Espécies                                                                                       | Presença     | Imagens      |
| ---------------- | ---------------------------------------------------------------------------------------------- | ------------ | ------------ |
| Anhanguera       | - A. blittersdorffi - A. santanae - A. araripensis - A. robustus - A. piscator - A. spielbergi |              | Anhanguera   |
| Araripedactylus  | A. dehmi                                                                                       |              |              |
| Araripesaurus    | A. castilhoi                                                                                   |              |              |
| Barbosania       | B. gracilirostris                                                                              |              |              |
| Brasileodactylus | B. araripensis                                                                                 |              |              |
| Cearadactylus    | C. atrox                                                                                       |              |              |
| Cearadactylus    | C. ligabuei                                                                                    |              |              |
| Kariridraco      | K. dianae                                                                                      |              |              |
| Maaradactylus    | M. kellneri                                                                                    |              |              |
| Santanadactylus  | - S. brasilensis - ?S. pricei - S. spixi                                                       |              |              |
| Tapejara         | T. wellnhoferi                                                                                 |              |              |
| Thalassodromeus  | T. sethi                                                                                       |              |              |
| Tropeognathus    | T. mesembrinus                                                                                 |              |              |
| Tupuxuara        | - T. deliradamus - T. leonardii - T. longicristatus                                            |              |              |
| Unwindia         | U. trigonus                                                                                    |              |              |

### Tartarugas
| Tartarugas    | Tartarugas  | Tartarugas | Tartarugas | Tartarugas |
| Gênero        | Espécies    | Presença   | Notas      | Imagens    |
| ------------- | ----------- | ---------- | ---------- | ---------- |
| Santanachelys | S. gaffneyi |            | [ 13 ]     |            |
| Cearachelys   | C. placidoi |            | [ 14 ]     |            |
| Araripemys    | A. barretoi |            | [ 15 ]     |            |
| Euraxemys     | E. essweini |            | [ 16 ]     |            |
| Brasilemys    | B. josai    |            | [ 17 ]     |            |

| Chave de cores \| Taxon \| Táxon reclassificado \| Táxon falsamente relatado como presente \| Táxon duvidoso ou sinônimo júnior \| Ichnotáxon \| Ootaxa \| Morfotáxon \| |                      | Notas Táxons incertos ou provisórios estão em texto pequeno; táxons riscados estão desacreditados. |                                   |            |        |            |
| Taxon | Táxon reclassificado | Táxon falsamente relatado como presente                                                            | Táxon duvidoso ou sinônimo júnior | Ichnotáxon | Ootaxa | Morfotáxon |

### Peixes
- Araripelepidotes
- Axelrodichthys araripensis.[18]
- Beurlenichthys ouricuriensis[19]
- Brannerion[20]
- Calamopleurus[20]
- Cladocyclus[20][21]
- Enneles audax[22]
- Iemanja palma[23]
- Lepidotes wenzai[17]
- Microdon penalvai[17]
- Notelops[20]
- Obaichthys[17]
- Oshunia brevis[17]
- Placidichthys bidorsalis[24]
- Rhacolepis[20]
- Iansan beurleni[17][25]
- Santanaclupea silvasantosi
- Tharrhias[20]
- Tribodus limae[17]
- Vinctifer[20][26]